# Enfermedad de la banda negra

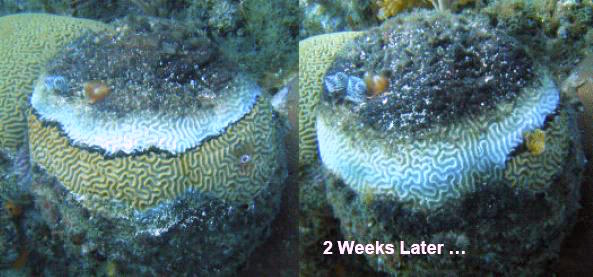
Ejemplo de la progresión de la enfermedad de la banda negra en una colonia de Diplora strigosa.

La enfermedad de la banda negra, o banda negra (en inglés: Black band disease), es una enfermedad coralina que se caracteriza por la completa degradación del tejido del coral por un consorcio microbiano patogénico que aparece como una estera microbiana migratoria de color rojo oscuro o negro. La estera está presente entre el tejido del coral aparentemente sana y el esqueleto del coral recién expuesto.

## Apariencia

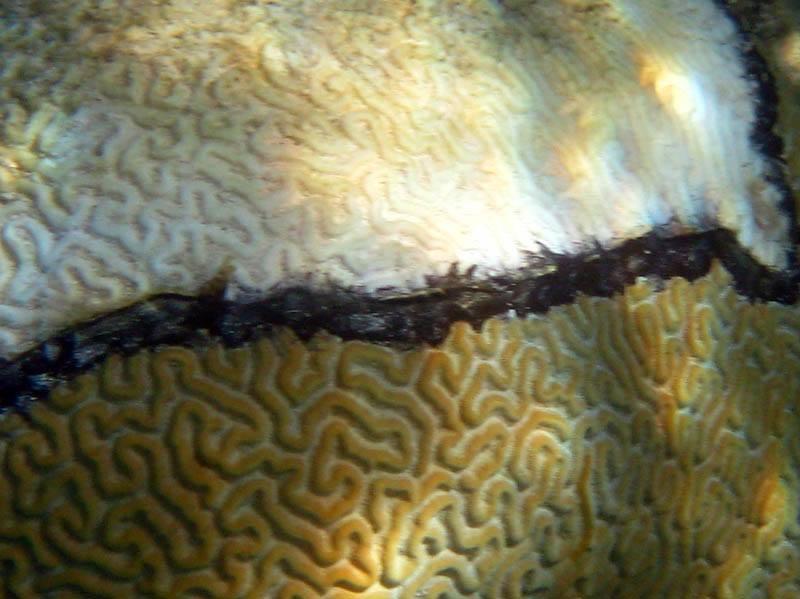
La enfermedad de la banda negra en un coral cerebro del mar Caribe, cerca de la bahía de la Chiva en la isla de Vieques, Puerto Rico.

La enfermedad de la banda negra fue observado por primera vez en los arrecifes de Belice por A. Antonius, quien describió que el patógeno que encontró había infectado corales masivos como Oscillatoria membrancea, un alga azul-verde. El color de la banda puede variar entre marrón negruzco hasta rojo, dependiendo de la posición vertical de la población de cianobacterias asociada con la banda. La posición vertical se basa en la respuesta fótica —que depende de la intensidad de la luz— de los filamentos de cianobacterias, y el color (que se debe al pigmento cianobacteriano ficoeritrina) depende del espesor de la banda. La banda tiene un espesor de aproximadamente 1 mm y su anchura varía entre 1 mm y 7 cm. La muerte del tejido se produce por la exposición a un microambiente anóxico rico en sulfuro, asociado con la base de la banda.

## Composición

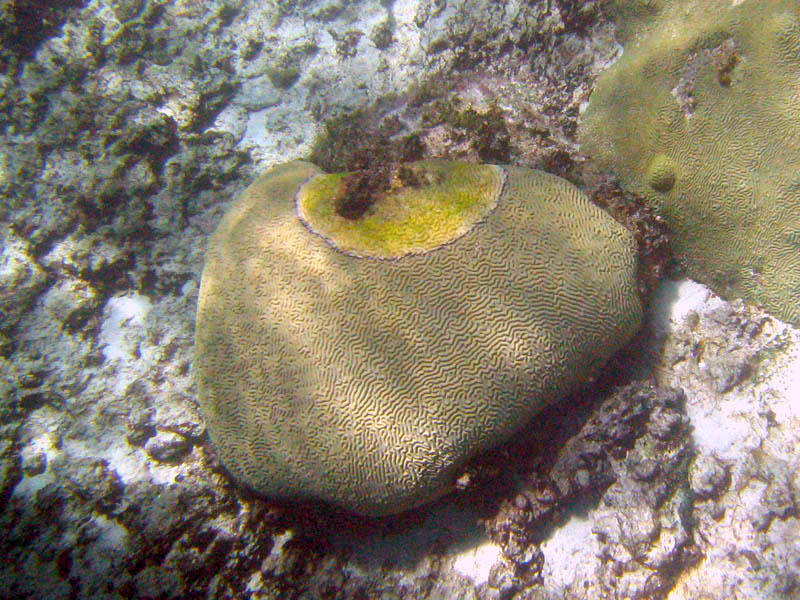
Coral cerebro afectado por la banda negra en Buck Island Reef National Monument, 2010.

El consorcio microbiano de la banda negra se compone de un número de bacterias fotosintéticas y no fotosintéticas que coexisten sinérgicamente. El consorcio tiene tres miembros dominantes en términos funcionales y físicos, así como numerosos miembros heterótrofos cuyo papel en la enfermedad es aún desconocido. Los tres miembros funcionalmente dominantes son las poblaciones de cianobacterias, las bacterias oxidantes de sulfuro y las bacterias reductoras de sulfato. 
El consorcio microbiano de la enfermedad de la banda negra es estructural y funcionalmente idéntico a las esteras microbianas dominadas por cianobacterias que se encuentran en otros ambientes iluminados ricos en sulfuro

## Taxonomía
Se encontraron varias especies de cianobacterias asociadas con la enfermedad de la banda negra, la mejor conocida de las cuales es Phormidium corallyticum. Bacterias sulfuro oxidantes, dominado por Beggiatoa spp., están presentes en bandas bien desarrolladas y exhiben migraciones verticales visibles dentro de la matriz de la banda (Richardson, 1996; Viehman and Richardson, 2006). Cuando está presente en la superficie de la banda Beggiatoa parece blanca debido a las inclusiones intracelulares del azufre elemental almacenado.
Bacterias reductoras de sulfato dominados por Desulfovibrio spp., están presentes en la base de la banda y son responsables de producir altas concentraciones de sulfuro dentro de la matriz de banda.
La observación microscópica de la banda negra revela filamentos mótiles (deslizantes) de P. corallyticum con una anchura de  4 mm, que tienen un extremo redondo y un extremo estrecho (se estrecha considerablemente). También están presentes filamentos de Beggiatoa deslizantes (1–4 mm de anchura) que no son pigmentadas, sino contienen gránulos intracelulares de azufre elemental altamente refractivos. Numerosas bacterias gram-negativas (pequeñas varillas) también están presentes pero no son identificables mediante la microscopía de luz. La población bacteriana fue analizada utilizando técnicas moleculares y se descubrió que contenía más de 500 especies de bacterias que son diferentes de las comunidades bacterianas que se encuentran en la columna de agua, el tejido de coral sano, o los esqueletos de coral muerto. No se conoce el papel funcional de esta diversa población de bacterias. 
La enfermedad de la banda negra afecta a 42 especies de coral con una distribución global. El único reservorio conocido se encuentra en las biopelículas de las cianobacterias que están presentes en los sedimentos de las depresiones de corales saludables susceptibles de contraer esta enfermedad.